# آلفونسو اوکامپو-چاوز
آلفونسو اوکامپو-چاوز (انگلیسی: Alfonso Ocampo-Chavez؛ زادهٔ ۲۵ مارس ۲۰۰۲) بازیکن فوتبال اهل ایالات متحده آمریکا است.
از باشگاه‌هایی که در آن بازی کرده‌است می‌توان به باشگاه فوتبال سیاتل ساندرز اشاره کرد.
وی همچنین در تیم‌های ملی فوتبال United States boys' national under-15 soccer team و United States men's national under-17 soccer team بازی کرده‌است.